# David Savard
David Savard, född 22 oktober 1990, är en kanadensisk professionell ishockeyback som spelar för Montreal Canadiens i NHL.
Han har tidigare spelat för Columbus Blue Jackets och Tampa Bay Lightning i NHL; Springfield Falcons i AHL samt Drakkar de Baie-Comeau och Moncton Wildcats i LHJMQ.
Savard draftades av Columbus Blue Jackets i fjärde rundan i 2009 års draft som 94:e spelare totalt.
Han vann Stanley Cup med Tampa Bay Lightning för säsongen 2020–2021.

## Statistik
| 2006–2007    | Blizzard du Séminaire Saint-François | LHMAAAQ      | 44  | 10 | 16  | 26  | 52  | 18 | 1 | 12 | 13 | 10 |
| 2007–2008    | Drakkar de Baie-Comeau               | LHJMQ        | 35  | 1  | 6   | 7   | 22  | —  | — | —  | —  | —  |
|              | Moncton Wildcats                     | LHJMQ        | 32  | 0  | 5   | 5   | 18  | —  | — | —  | —  | —  |
| 2008–2009    | Moncton Wildcats                     | LHJMQ        | 68  | 9  | 35  | 44  | 33  | 10 | 5 | 5  | 10 | 10 |
| 2009–2010    | Moncton Wildcats                     | LHJMQ        | 64  | 13 | 64  | 77  | 36  | 21 | 1 | 14 | 15 | 8  |
| 2010–2011    | Springfield Falcons                  | AHL          | 72  | 11 | 32  | 44  | 18  | —  | — | —  | —  | —  |
| 2011–2012    | Columbus Blue Jackets                | NHL          | 31  | 2  | 8   | 10  | 16  | —  | — | —  | —  | —  |
|              | Springfield Falcons                  | AHL          | 44  | 4  | 18  | 22  | 72  | —  | — | —  | —  | —  |
| 2012–2013    | Columbus Blue Jackets                | NHL          | 4   | 0  | 0   | 0   | 0   | —  | — | —  | —  | —  |
|              | Springfield Falcons                  | AHL          | 60  | 5  | 26  | 31  | 40  | 8  | 2 | 3  | 5  | 8  |
| 2013–2014    | Columbus Blue Jackets                | NHL          | 70  | 5  | 10  | 15  | 28  | 6  | 0 | 4  | 4  | 4  |
| 2014–2015    | Columbus Blue Jackets                | NHL          | 82  | 11 | 25  | 36  | 71  | —  | — | —  | —  | —  |
| 2015–2016    | Columbus Blue Jackets                | NHL          | 65  | 4  | 21  | 25  | 45  | —  | — | —  | —  | —  |
| 2016–2017    | Columbus Blue Jackets                | NHL          | 74  | 6  | 17  | 23  | 44  | 5  | 0 | 1  | 1  | 4  |
| 2017–2018    | Columbus Blue Jackets                | NHL          | 81  | 4  | 12  | 16  | 32  | 6  | 0 | 0  | 0  | 0  |
| 2018–2019    | Columbus Blue Jackets                | NHL          | 82  | 8  | 16  | 24  | 36  | 10 | 1 | 2  | 3  | 4  |
| 2019–2020    | Columbus Blue Jackets                | NHL          | 68  | 0  | 11  | 11  | 35  | 10 | 0 | 3  | 3  | 2  |
| 2020–2021    | Columbus Blue Jackets                | NHL          | 40  | 1  | 5   | 6   | 24  | —  | — | —  | —  | —  |
|              | Tampa Bay Lightning                  | NHL          | 14  | 0  | 0   | 0   | 0   | 20 | 0 | 5  | 5  | 6  |
| 2021–2022    | Montreal Canadiens                   | NHL          | 62  | 3  | 14  | 17  | 36  | —  | — | —  | —  | —  |
| 2022–2023    | Montreal Canadiens                   | NHL          | 62  | 3  | 17  | 20  | 40  | —  | — | —  | —  | —  |
| NHL totalt   | NHL totalt                           | NHL totalt   | 735 | 47 | 156 | 203 | 407 | 57 | 1 | 15 | 16 | 20 |
| AHL totalt   | AHL totalt                           | AHL totalt   | 176 | 20 | 76  | 97  | 130 | 8  | 2 | 3  | 5  | 8  |
| LHJMQ totalt | LHJMQ totalt                         | LHJMQ totalt | 199 | 23 | 110 | 133 | 109 | 31 | 6 | 19 | 25 | 18 |

### Internationellt
| Källa: Uppdaterad: 2023-02-25 | Källa: Uppdaterad: 2023-02-25 | Källa: Uppdaterad: 2023-02-25 |         | Utv = Utvisningsminuter | Utv = Utvisningsminuter | Utv = Utvisningsminuter | Utv = Utvisningsminuter | Utv = Utvisningsminuter |
| År                            | Lag                           | Mästerskap                    | Matcher | Mål                     | Assists                 | Poäng                   | Utv                     |                         |
| ----------------------------- | ----------------------------- | ----------------------------- | ------- | ----------------------- | ----------------------- | ----------------------- | ----------------------- | ----------------------- |
| 2015                          | Kanada                        | VM                            | 10      | 0                       | 4                       | 4                       | 6                       |                         |
| Senior totalt                 | Senior totalt                 | Senior totalt                 | 10      | 0                       | 4                       | 4                       | 6                       |                         |